# П'єро Д'Інцео
П'єро Д'Інцео (італ. Piero D'Inzeo, 4 березня 1923 — 13 лютого 2014) — італійський вершник.
Срібний призер Олімпійських Ігор 1956 (командний конкур), 1960 (індивідуальний конкур) років, бронзовий призер 1956 (індивідуальний конкур), 1960 (командний конкур), 1964 (командний конкур), 1972 (командний конкур) років, учасник 1948, 1952, 1968, 1976 років.
Чемпіон Європи з конкуру 1959 року в індивідуальному конкурі, срібний призер 1958, 1961 років в індивідуальному конкурі, бронзовий призер 1962 року в індивідуальному конкурі.